# エアバッグ

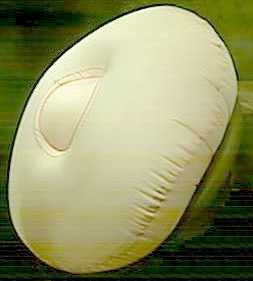
エアバッグ作動の状態 (完全展開時)

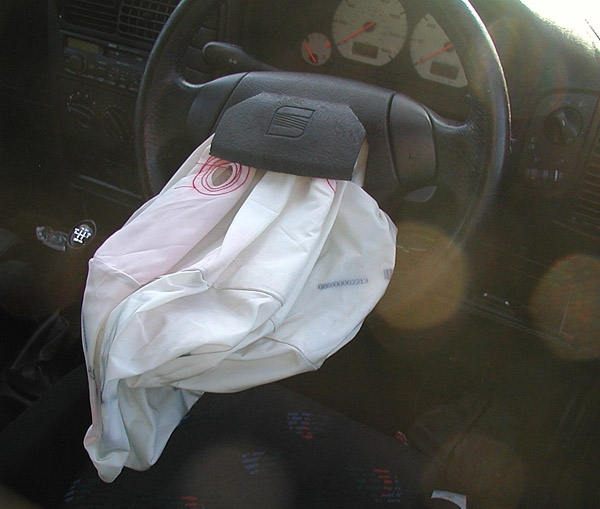
セアト・イビサのエアバッグ作動後の状態。衝突を感知してから0.3秒で膨らむ。

エアバッグ（英語: airbag）とは、膨らんだ袋体を用いて移動体の運動エネルギーを吸収、もしくは衝撃緩和する装置のことである。
本項では後述のシートベルト補助として使われるSRSエアバッグも含め「エアバッグ」と記述する。
身近なところでは自動車の乗員保護システムの中の1つとして、シートベルトと併用して使われるSRSエアバッグシステム（SRSはSupplemental Restraint System（補助拘束装置）の略）がある。Supplemental（補助。栄養補助食品の意味で知られるSupplementの形容詞形。）とあるように、シートベルト着装をした上で、本来の効果がある乗員保護システムの1つである。したがって、シートベルトを着用していないとその効果は発揮されない。それどころか、最悪の場合はエアバッグにより死亡する場合もある（後述）。俗称や口頭上の説明では、SRSやシステムを省略して単に「エアバッグ」と呼ばれる。
前席（運転席と助手席）に加え、一部車種では後部座席用も用意された。現在では側面からの衝突に対応するサイドエアバッグやカーテンエアバッグ、膝にかかる衝撃を緩和するためのニーエアバッグ、さらにはシートベルトを膨らませる方式のものもある。
オートバイ・自転車のライダー用や歩行者用のエアバッグも販売されている。また、火星探査機が火星に着陸する際にエアバッグを利用するなど、さまざまな方面で衝撃吸収のために利用されている。なお、エアバッグは保安基準の対象外であるため取り外しても特に罰則等はないが、取り外しや故障によって警告灯が点灯している場合や、メインスイッチをオンにした際に警告灯が点灯しない状態では車検が受け付けられない。

## エアバッグの仕組み

### エネルギー吸収の原理

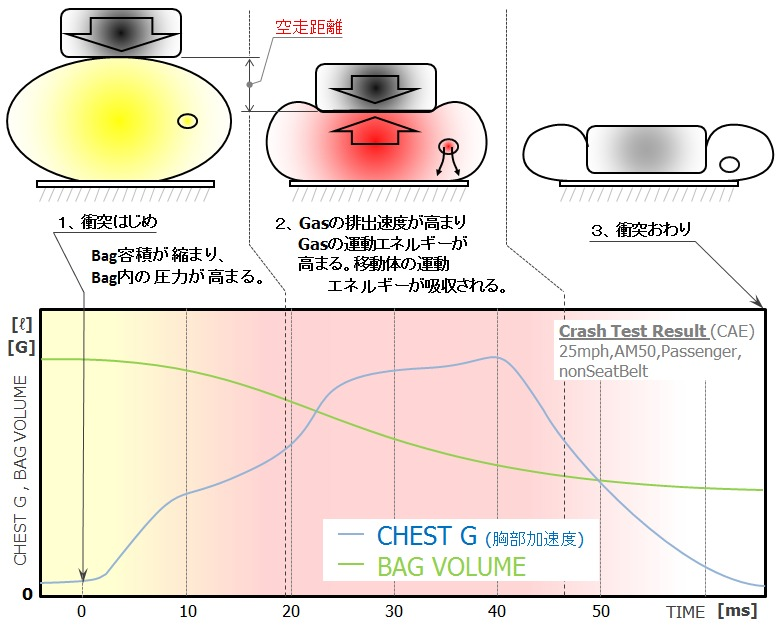
エアバッグによるエネルギー吸収の概念図

例えば、ブレーキは車両の運動エネルギーを摩擦による熱エネルギーに変換して吸収するが、エアバッグは移動体の運動エネルギーを、ガスの運動エネルギーに変換し吸収する。
移動体がエアバッグに衝突するとエアバッグの容積を減少させる。この時エアバッグ内の圧力が高まるが、予めエアバッグには排出口（ベントホール）が開けられており、そのベントホールよりガスが勢いよく噴出する。(右図参照)
つまり、移動体がエアバッグに衝突するとエアバッグ内のガスが外へ噴出する構成とされている。このエアバッグの中から外へ移動するガスの運動エネルギーに置換されるのである。
ガスの運動エネルギーは、移動するガス重量とその速度で算出することが可能である。自動車用エアバッグの場合、移動するガス重量を25グラム、エアバッグに開いたベントホール（vent hole）から出るガス速度を350メートル毎秒（高温の音速程度）とした場合、エネルギーの公式：E=mv2/2に当てはめると、2000ジュールのエネルギーを持つものとわかる。

### エアバッグ特有のエネルギー吸収特性

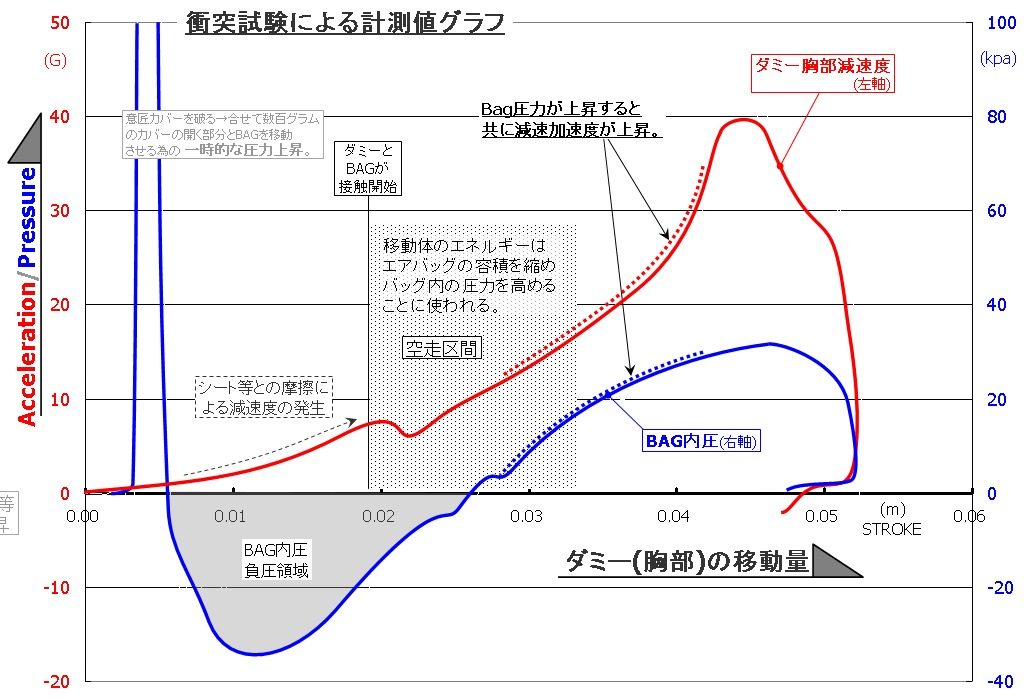
FMVSS 208試験による電気計測値グラフ（シートベルトなし、速度：25mph、助手席における）

ところで、上記のエネルギー吸収（以下EA：Energy Absorption）メカニズムは、エアバッグ内の圧力が充分高まった後にもたらされる作用で、移動体の接触直後には一定程度、空走が必要であることが知られている（右図赤線参照）。つまり、移動体がエアバッグに接触し、押し潰して容量が減少することにより、圧力が上昇するというプロセスが必要ということである。
これは同じくEAを目的とするショックアブソーバーと大きく異なる点で、ショックアブソーバーは「定型の容器」と内容物にはオイル等の非圧縮体を用いることが出来るので、荷重が加わると即時に内圧が高まり、最小限のストロークで抗力が立ち上がることが出来る。またその後一定の効力を保つことも容易で、効率的なEAとすることが可能である。

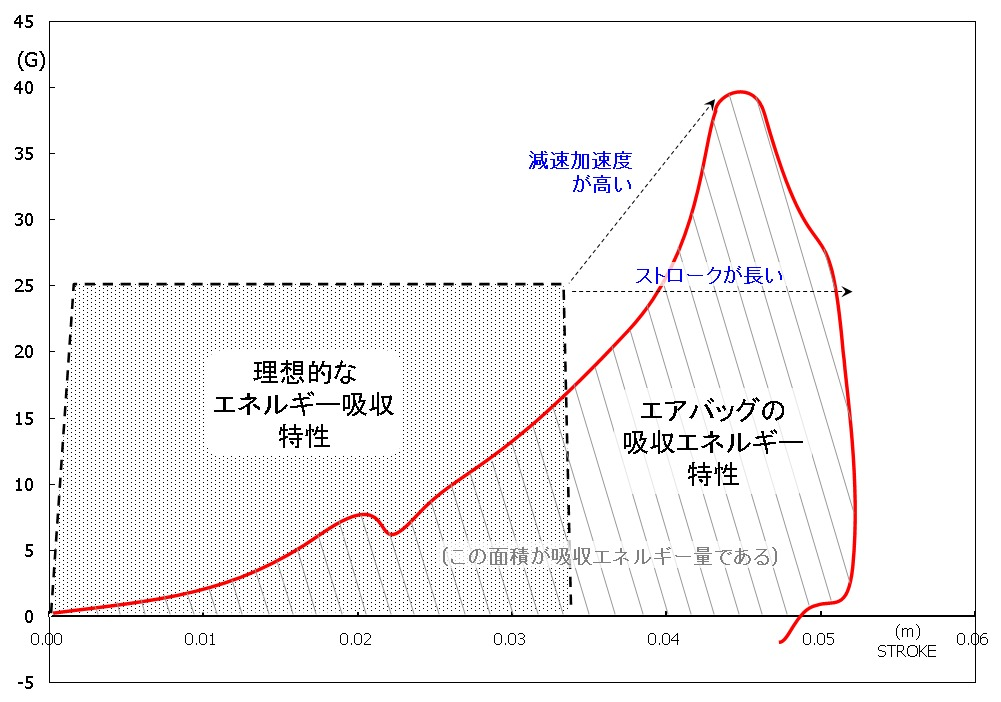
理想的なEA波形とエアバッグのエネルギー吸収波形の比較

対してエアバッグは、形が定まっていない「不定形の袋体」と可圧縮体のガスを用いるので、接触初期には空走距離が構造的に必要で、ストロークの後半にやっと抗力が発生してEA効果を発揮することになるため、理想的なEAには程遠いものとなる。これは通常使用時に、コンパクトに収納できることとの相反で「エアバッグ」の宿命である（右図：エアバッグとショックアブソーバーのGS波形比較。面積がエネルギー）。

### 他
自動車用エアバッグにおける展開初期のアスピレート（aspirate）効果について：コンパクトに折り畳まれたエアバッグは、展開プロセスの初期にインフレーターのガス圧で急に移動させられるが、この時「発生したガス量はバッグ容量よりも少ない」場合、バッグ内は負圧となる。この時、ベントホールより周辺の空気をバッグ内へ吸引するアスピレート現象が発生し、インフレーター出力よりも多くのガスをエアバッグに取り入れることがある。
自動車用エアバッグにおいてベントホールの無いものもある。一般的なカーテンエアバッグ、サイドエアバッグ、ニーエアバッグ等がそうであるが、これらは袋体の厚みが運転席・助手席用に比べて薄いため、ベントホールを付けることが出来ず、袋体の容量も小さいため袋体内のガス移動によるEA効果も期待できない。そのためエネルギー吸収効果はほとんど無く、バッグを圧縮して上がった圧力は、ゴムボールのように再度移動体を跳ね返す仕事に変換される。しかし、これらは車室内構造物に直接接触するのを防ぐ事で衝撃を緩和し、ピークGの低減に貢献している。また、膨らんだ後にしばらく（数秒〜十数秒）形状を保持する製品もあり、その形状（カーテン状等）が機能として衝突安全に寄与するものもある。
非自動車用途では、落下する物体を受け止めるためのエアバッグが存在するが、これらはスペース的な制約があまり無く、バッグの容量も自動車用に比べると非常に大きいため、バッグ内だけのガス移動のみで、エネルギー吸収が可能である。

## 歴史
最初の航空機および自動車のエアバッグに当たる発明は、二人のイギリス人歯科医Harold RoundとArthur Parrottによってアメリカで1919年に申請され1920年に受理された特許まで遡ることができる。
他の用途での空気で膨らませたクッション・バッグは1951年までには利用されるようになっていた。
ドイツ人技術者Walter Lindererはエアバッグの仕組みの特許を1951年10月6日にドイツにて申請し、1953年11月12日に承認された（#896,312）。衝突によってバネが跳ねると空気圧縮機がクッションを膨らませる仕組みであり、現在のより反応速度が速い火薬やより最新の電子スイッチ式の装置と比べると、この機械仕掛けのエアバッグの反応は安全な速さとは言えなかった。
アメリカ海軍に所属していた技術者John W. Hetrickは、現在のエアバッグにあたる安全クッションを1952年に設計し、8月5日に特許を申請、翌年1953年8月13日に承認された（#2,649,311）。魚雷で用いられている空気圧縮技術を応用して、自動車事故の安全性を高める仕組みだった。Hetrickはアメリカの自動車会社でも働いていたが、会社側は彼の発明を製品化することに興味を示さず、この発明から10年以上たつまで市場に出ることはなかった。初めて彼の発明が搭載されたのは、1971年のフォード車だった。
Allen K. Breedは画期的な衝突検知の技術を1960年代後半に発明した。この技術では、磁石によってチューブに引っ付いた鉄球でできた電子機械式のセンサーで衝突から30ミリ秒でエアバッグのクッションを膨らませることができた。また、圧縮空気ではなくアジ化ナトリウムの爆発でバッグを膨らませる技術も初めて用いられた。Breedコーポレーションは、1967年にこの技術をクライスラーの車に搭載し初めて市場に出た。同様の衝突抑制器 "Auto-Ceptor" はEaton YaleとTowne Inc.によって開発され、フォードに搭載された。この技術はすぐにアメリカで自動車安全システムとして販売された。一方、イタリアのEaton-Liviaカンパニーはこれを改良したローカライズされたエアバッグを販売していた。
後に、一般的に世界中で広く各社に使用されているようになった火薬を用いて起動させる方式のエアバッグは、日本人の小堀保三郎によって発明された。この日本でのエアバッグの発明は1963年に遡る（上述の同様に火薬起動式のエアバッグを発明したAllen K. Breedよりも早い）。特許申請事務代行業のGIC（グッドアイデアセンター）を経営していたが、航空機事故などで、衝撃を緩和させ、生存率を改善させる装置として考案した。後に一般的に搭載されるようになったエアバッグではあるが、当時としてはあまりに奇抜な発想だったため、発表の場では、日本人の関係者からは失笑を買い、相手にされることはなかった。また、エアバッグが、火薬の使用が当時の日本の消防法に抵触してしまうことから、日本でエアバッグが開発されることはなかった。一方、欧米の企業では、エアバッグの研究、開発が進められ、それにあわせて法規も整えられていった。開発が進むにつれ、その有用性が認められ、1970年頃からは日本でも本格的な開発が始まった。現在、エアバッグは、世界中の自動車で、ほぼ標準装備となっているが、小堀が特許を有していた間は、実用化されていなかったため、特許による収入がなく、研究費などで借金を抱えていた。なお小堀はエアバッグの世界的な普及を知ることなく、1975年8月30日、生活苦から夫婦でガス心中を遂げている。
エアバッグが最初に実用化されたのは、1970年代中盤のアメリカ合衆国においてである。当時のアメリカでは、シートベルトの着用義務付けを法制化することに対し、「ロマンがなくなる」などという理由から反発があった。そのため、シートベルトを締めずとも死なないシステムをメーカーは用意する必要があった。1971年、フォード社が顧客の車両にエアバッグを取り付け、モニター調査を行った。1973年にはゼネラルモーターズ（GM）が、キャデラック、ビュイックなど数車種でのオプション装備を可能とした。GMはこの装備をAir Cushion Restraint Systemと銘打っている。特にキャデラックでは、運転席と助手席ともにエアバッグを装備することが可能だった。ただし極めて高価であり、加えて誤作動による事故が発生したため1976年モデルを最後に姿を消している。
1980年には、ダイムラー・ベンツ社が、高級車Sクラス（2代目モデル）にオプションとして装備した。同社が開発時に取得した特許は安全はすべてのメーカーが享受すべきという信念のもと、無償公開された。初期のエアバッグは、一部の限られた高級車にオプション装備として搭載されるのみであったが、次第に乗用車のほとんどでオプションとして搭載されたり、上級モデルには標準装備されるようになった。一時期、エアバッグ設定のない自動車でも装備できるよう、後付の機械式エアバッグ（レトロフィット エアバッグ）を製造・販売した会社もあったが、あまり売れず、現在は入手不可能となっている。そのため、ユーザーが、自らの好みに合わせて汎用の市販ステアリング・ホイールに変更した場合、原則として運転席エアバッグが装備できないことになる。
日本車で初めて市販車に搭載されたエアバッグは、1987年にホンダが発売したレジェンド（運転席のみ）に搭載されたタカタとホンダの共同開発のエアバッグであり、日本車で最初に運転席側を全車に標準装備としたのは1992年発売の同社のドマーニである。日本車では1990年代中盤から急速に普及した。当時の日産は、自動車そのものはそっちのけで、エアバッグのみを宣伝するようなCMを放送したほどだった。1999年までに販売された車種のエアバッグの火薬には人体に有害なアジ化ナトリウムが使用されていたことが問題視され、2000年以降の販売車両には使用されていない。
セダンなど一般的な自動車では早くから開発が進んでいたが、SUVやクロスカントリー車といったオフロード走行を主眼にした自動車では開発が遅れた（1993年の三菱・パジェロが世界初）。これは、オフロード走行時の衝撃と、エアバッグを必要とする衝突事故の衝撃を判別するのが難しかったためである。
2009年現在では一部の安価な車種を除き、日米欧の大手自動車メーカーのほぼ全ての車種の運転席・助手席に標準装備されている（それ以外は、現在もオプション装着のものが多い）。唯一、ボルボでは、車の購入時に助手席エアバッグを装備しない選択もできる。また、助手席エアバッグの作動を一時的にキャンセルする機能や、車の購入後でも助手席エアバッグを作動しない状態にするサービスがある。これは、助手席に小さな子供を乗せて走るユーザーやタクシーとして使用するユーザーへの配慮である。
運転席・助手席の座席サイド部分に内蔵されているサイドエアバッグ、ルーフライニングのサイド部分に内蔵されているカーテンエアバッグ、インパネ下部に内蔵されている下股部を保護するニーエアバッグも搭載されるようになった。その後、乗用車はもちろん、軽自動車、貨物自動車、バスにも搭載されている。しかし、欧州メーカーと比較すると多くの日本メーカーはサイド・カーテンエアバッグの標準搭載が遅れており、廉価グレードではオプションですら選択できないことも多い。そればかりか、マイナーチェンジを機にオプション設定からはずされてしまった車種も存在する。軽自動車では現在においてもサイド・カーテンエアバッグの設定がない車種が多い。
一部の車種では、ハンドルや助手席エアバッグに外から見て盛り上がりや切れ目のない（つまり、装備されていないように見える）車種が増加した。その理由として、質感の向上やドライバーの視線の妨げにならないようにすることを目的としている。部品モジュール化やCAD技術の発達、ドイツ製レーザーカット機の導入によるところが大きい。
なお、機械式エアバッグ内蔵ステアリング・ホイール（例：エアバッグ搭載が始まった頃のトヨタ・カリーナ、トヨタ・コロナ等）ステアリングの場合、ステアリング・ホイールに関わる整備（取り付け・取り外し含む）の際の衝撃による意図しない作動を防ぐための安全装置（デアーミング機構）がステアリング・ホイール本体に設置されている場合が多いので、取り扱いの際には注意を要する。

### その他
エアバッグは保安上重要な部品であるが、法で定める指定部品の扱いは受けていないため、取り外すといった行為をしても特に罰則はない。しかし、タカタ製エアバッグ問題を受けて、それ以降の車検・点検整備の際はエンジン始動の際にエアバッグ警告灯の点灯確認が義務付けられた。正常に点灯しない場合、一切の車検・点検整備が不可とされた。
近年の車両は運転席だけではなく、助手席やサイドエアバッグ、シートエアバッグなど複数存在し、警告灯が点灯しない場合、これらのエアバッグの展開が保証されなくなることも義務付けられた理由のひとつでもある。

## 自動車用エアバッグ作動の流れ
エアバッグは、自家用車などの高速移動体の乗員周辺に装備されるものが代表的な存在だが、例えば車椅子のような低速移動体の転倒障害防止装置や、各種スタント行為の障害防止用クッション、さらに惑星間移動体の着陸衝撃の緩和装置にも利用されている（下記）。ここでは自動車用エアバッグを中心に説明をする。
1. 車両が衝突すると加速度センサーが反応。センサーからエアバッグECUに加速度の情報が送られる。
2. エアバッグECUは内部でも持っている加速度センサーの情報も加味してエアバッグの展開・不展開を決定する。
3. 展開との決定が下された場合、エアバッグECUはエアバッグモジュールに展開の指示を行う。
4. インフレーター（“充填機”。エアポンプの一種）にて火薬を爆発させることでガスを発生させ、エアバッグを0.01秒の単位で瞬時に膨らませる。この際、収納部（通常、運転席ではステアリングホイールの中央部、助手席ではダッシュボード上部）を押し破ることでバッグが出てくる。
5. 完全に膨張したら、バッグの背後に設けられている穴よりただちにガスが抜けエアバッグが収縮する。

人間の眼からは、この動作が一瞬のうちに行われているように見える。

### 各エアバッグの役割
運転席エアバッグ
ステアリングホイール内部から膨らみ、運転席の搭乗者を前面衝突時のみ保護するエアバッグである（日本初搭載車は1985年発表の初代ホンダレジェンド。但し採用は1987年、全車標準装備は1992年登場の初代ホンダ・ドマーニが最初である。）。
助手席エアバッグ
助手席のインパネ上から膨らみ、助手席の搭乗者を前面衝突時のみ保護するエアバッグである（日本初搭載車は2代目レジェンド、1990年発表）。装備車では、作動の障害になるので「バッグ収納部分には何も設置してはならない」と注意がされている。
サイドエアバッグ
側面衝突時に運転席と助手席のシート外側部分から膨らみ、運転席と助手席の搭乗者の胸部、腹部を保護するエアバッグで、最近は後席にも装備するモデルが登場している（日本初搭載車はニッサンFY33型シーマ、1996年発表）。
カーテンシールドエアバッグ
側面衝突時または車両横転時にルーフサイド部分から膨らみ、運転席と助手席の搭乗者および後席搭乗者の頭部、頚部を保護するエアバッグである。なお、メルセデス・ベンツでは、SRSウィンドウバッグと呼ぶ（日本初であり世界初搭載車はトヨタプログレ、1998年発表）。
ドアマウントカーテンエアバッグ
側面衝突時に、窓枠下部からサイドウインドウを覆うように天井へ向けて展開し、乗員の頭部を保護する。オープンカーなど、カーテンシールドエアバッグの搭載が物理的に不可能な車両に採用される（日本初搭載車はフェアレディZロードスター、2009年発表）。
ニーエアバッグ
ステアリングコラムまたはインパネの下部から膨らみ、衝突時に乗員を正しい着座位置に保つために腰部の固定を目的とし、また、下肢部を保護するエアバッグである。運転席のみまたは運転席・助手席用もある（日本初搭載車はカルディナ、2002年発表）。
シートクッションエアバッグ
シート座面下に装備されており、衝突時に座面前部を押し上げ、腰部の前方移動を抑止するとともに、下腹部への衝撃を緩和する。（日本初搭載車はトヨタ自動車のレクサスLS600hL、2007年発表）。
リアウインドウカーテンシールドエアバッグ
追突時に後席頭上に展開し、後席乗員の頭部、頚部を保護する。（日本初搭載車はトヨタ・iQ、2008年発表）。
後席エアバッグ
助手席シートバックに組み込まれ、衝突を受けた後席左側乗員の頭や肩、上腕部を保護する。搭載車は日産・プレジデント、1993年発表）。
後席センターエアバッグ
側面衝突時に後部左右席の中間に膨らみ、衝突を受けた反対側の後席乗員の頭や肩、上腕部を保護する。日本初搭載車はトヨタ・クラウンマジェスタ、2009年発表）。
シートベルトエアバッグ
シートベルト本体にエアバッグが内蔵されており、衝突時に肩ベルトの一部が丸く膨らんで乗員の頚部と胸部を保護するとともに頭部の激しい運動を抑制する。（日本初搭載車はレクサス・LFA、2010年発表）。
ITSヘッド・エアバッグ
運転席および助手席の窓枠付近に装備されており、側面衝突時に筒状に膨らみ、頭部を保護する（BMW・5シリーズが世界初搭載）。
ペルビスソラックスバッグ
運転席および助手席の背もたれ外側の低い位置に内蔵されており、側面衝突時にサイドエアバッグと同時に作動し、腰椎や骨盤を保護する（メルセデス・ベンツ・Eクラスが世界初搭載）。
SRSベルトバッグ
衝突時に後席シートベルトの幅が約3倍に広がって、後席乗員にかかる負荷を最小限に抑える（メルセデス・ベンツ・Sクラス (W222) が世界初搭載）。

### エアバッグの加害性
エアバッグは、事故の衝撃から乗員の生命を守るためにきわめて強い圧力(エアバッグの上に乗った成人男性が吹き飛ばされるほどの威力がある)で瞬時に展開する。そのため、エアバッグとの接触により、かすり傷や打撲などの軽傷を受けることがあり、シートベルト非装着や小さな子供が助手席に座らされている場合は、最悪のケースでは死亡する恐れがある。また、ステアリングにもたれかかるようなエアバッグ装置に近づきすぎた姿勢で乗車しているとエアバッグの衝撃により命にかかわるような重大な傷害を受ける恐れがある。
ステアリングやダッシュボード、あるいはフロントガラスに頭から突っ込む場合より被害を軽減するべく作られているが、高速での衝突時などでは完全に衝撃を吸収することはできない。
エアバッグは、火薬を使って急速に膨らませるため、作動時には車内の気圧が急激に上昇する。窓を閉め切っていた場合などは、この急激な気圧の変化により鼻血が出たり鼓膜を傷めたりする。場合によっては鼓膜が破れることもある。なお、火薬を使うのはエアバッグを高速で展開させるには、二酸化炭素などのガス膨張では事故衝撃に間に合わないため。
日本国内で1999年までに装備されていたエアバッグの火薬（ガス発生剤）は有毒なアジ化ナトリウムが使用されていた。
爆発（膨張）音の軽減やエアバッグの膨張〜収縮の時間差が工夫されるなど改良が加えられているが、あくまでも乗員の生命保護を第一としていることもあり限界はある。
初期のエアバッグでは、バッグが開いた時に顔面に当たる衝撃で死亡する事故が発生し、アメリカでは裁判にもなっている。
整備作業時に不適切な扱いをすると誤動作する危険性があり、その結果、人員もしくは機材に著しく重大な損害を与える可能性がある。
一般的な事項であるが、装置の製造不良により人体や機材に著しい損害を与えることがあり、エアバッグも例外では無い。当然全てのエアバッグは火薬・袋体を含め経年劣化する。

### エアバッグによる死亡事故
- 1995年4月、福岡県久留米市で、20歳の男性が運転する乗用車が電柱に衝突。車室内に大きな損傷はなくエアバッグも正常に作動していたが、この男性はシートベルトを着用していなかったため、エアバッグによる強い衝撃を受け、心臓破裂により死亡した[24]。
- 2005年11月、千葉県八日市場市（現：匝瑳市）で、60歳の男性が運転する乗用車が道路脇の1.5m下の休耕田に落下。この男性はシートベルトを着用していなかったため、エアバッグによる強い衝撃を受け、頚部骨折により即死した[25]。

### エアバッグによる重傷事故
- 2006年5月、18歳の女性が運転する乗用車が電柱に衝突。この女性はシートベルトを着用していなかったため、エアバッグによる強い衝撃を受け、消化管を破裂させる重傷を負った[26]。

衝突の瞬間、乗員の身体は大きく前方へ移動する。シートベルトを着用していなければ、エアバッグの展開範囲に近づきすぎてしまい、エアバッグが膨らむ衝撃により、死亡または重大な傷害に至るおそれがある。小さな子供を助手席に座らせている場合も同様である。

### エアバッグが作動しなかった死亡事故
衝撃の加わり方・強さの関係でセンサーが衝撃を感知しない場合（このことはマニュアルに明記されることもある）やシステムの不具合など何らかの原因でエアバッグが作動しない場合もある。ただ、その場合でもシートベルトを着用していれば傷害を軽減できる。
- 2007年1月、中国で、男性が運転するヒュンダイ・ソナタが山に突っ込んだ。運転席のエアバッグは作動し、運転していた男性は軽傷で済んだが、助手席側のエアバッグが作動しなかったことに加えシートベルトを着用していなかったため、助手席に乗っていた女性が車外に投げ出されて死亡した。[27]。なお、この案件においてはシートベルト非着用であったことに加え事故車はキャビンに生存空間を確保できていた（上記外部リンクの画像参照）ことに留意が必要である。

### エアバッグの製造不具合に起因する死亡事故
- 2009年5月、アメリカオクラホマ州で発生した事故では、エアバッグが作動した際に金属片も飛散。運転していた女性の頸動脈を切断した。このエアバッグは、世界屈指のシェアを誇るタカタ製のエアバッグであり、数百万台にも及ぶ予防的措置も含むリコールの引き金となった[28]。また、2014年7月にはマレーシアで同社製のエアバッグで同様の死亡事故が発生している[29]。

### エアバッグの注意点

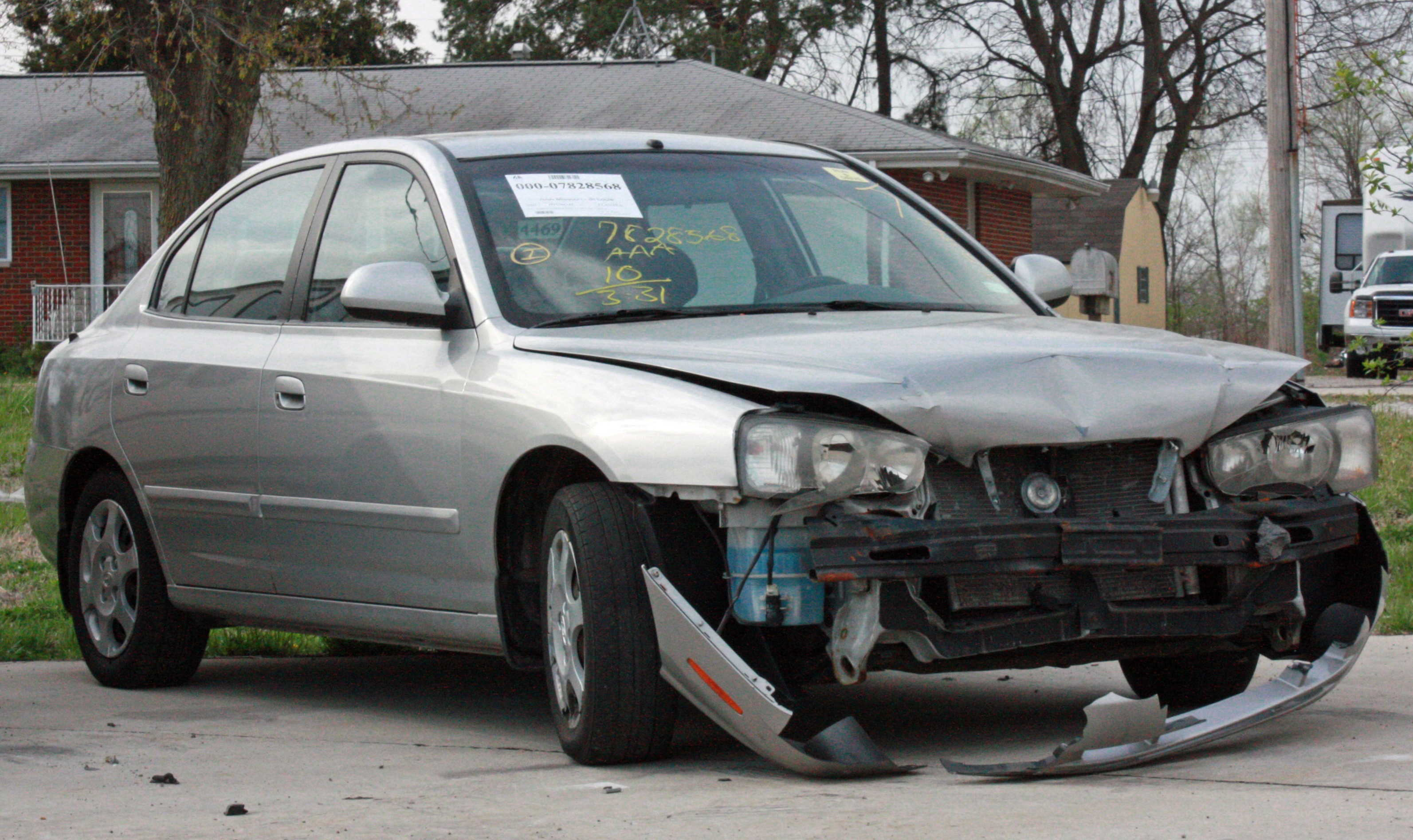
ダメージがフロントオーバーハングにとどまり、エアバッグの作動していないヒュンダイ・エラントラの事故車。
このように、エアバッグを作動させるまでもない、シートベルトや衝突安全ボディのみで十分乗員を保護できる事故も往々にしてある。

- シートベルトを必ず着用する（エアバッグの正式名称は『SRSエアバッグシステム』であり、シートベルトを着用している状態での保護を前提としているため）。シートベルトを着用していないと、衝突時に身体が大きく移動し、エアバッグの衝撃を受けて死亡または重大な傷害に至るおそれがある。また、エアバッグが作動しない衝突でも、シートベルトによって傷害を軽減することができる。
- 子供はできるだけ後席に乗せる。[注釈 5]助手席に子供を乗せる場合には、背もたれに背中がついた正しい姿勢で座らせ、必ずシートベルトを着用させる。正しい姿勢で助手席シートに座ることができない場合は、必ず後席に乗せる。
- チャイルドシート（幼児用シート）はできるだけ後席に取り付ける。乳児用シートなど、後ろ向きに取り付ける方式のチャイルドシートは絶対に助手席に取り付けない。やむを得ず助手席にチャイルドシートを取り付けるときには、助手席シートを一番後ろまで下げ、かつ前向きに取りつけること。助手席エアバッグキャンセルスイッチがついている車種では、スイッチを切り替えてエアバッグの機能を停止させ、取扱説明書の指示に従いチャイルドシートを装着する。そのため、ホンダはS2000や初代インサイト、NSX、アクティトラックのカタログや取扱説明書、Webサイト等で「（これらは2シーターで後席がないため）本車両へのチャイルドシート装着は非推奨」「本車両へは子供を乗せないこと、子供は後席のある車を推奨」と明言している。[30]

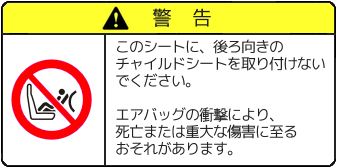
助手席エアバッグ装備車のサンバイザーに貼付されている警告表示の例

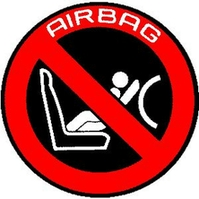
エアバッグ装備車の助手席側ダッシュボード側面に貼付される警告ラベル

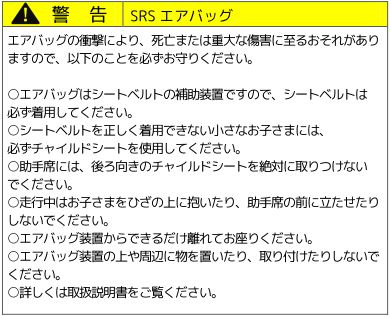
運転席側のサンバイザーにはこのようなラベルが貼付されている場合もある

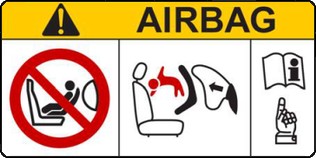
2012年から、日本や欧州の車で順次採用される、新様式の警告ラベル

- 子供をひざの上に抱いたり、助手席の前に立たせたりしない。いわゆるチャイルドバッグになる可能性がある。
- エアバッグ装置からできるだけ離れて座る。
- エアバッグ装置にもたれかかったり、手や足を掛けたりしない。
- エアバッグ装置の上または近くに物を置いたり、ステッカーやテープを貼り付けない。
- 硬い物、壊れやすいものやとがった物を走行中は身につけず、蓋の付いたケースなどに確実に収納する。
- サイドエアバッグ、カーテンエアバッグ装着車では、ドアに寄りかかったり、窓枠に頭をもたれたりしない。また、ドア、ピラーの室内面やサイドグラブ（アシストグリップ）ハンドルにアクセサリーをつけてはならない（メーカー指定の物を除く）。
- エアバッグ作動の際には、火薬の燃焼によるガスが室内に放出されるので、エアバッグが縮小した後も、一時的に視界が失われる。
- 車両への衝撃の加わり方によっては、エアバッグが開かない場合もある。また逆にエアバッグの必要性を感じないような衝撃によっても、作動してしまうことがある。
- エアバッグは、標準装備されている車種であっても、いったん作動させると交換に多額の費用を必要とする。これはエアバッグ本体のみならず、センサーユニットまで一式の交換が必要なためである。
- 車種、年式、走行距離(つまりその自動車の価値)、損害の程度にもよるが、エアバッグが展開した場合は全損案件と判断されることが多い。エアバッグの展開を決めるセンサーは自動車の骨格部分に設置されていることが多く、おおよそ軽微な損傷であればエアバッグは展開しない為、「エアバッグが展開するほどの衝撃なので、修復には相当の費用がかかる」、と判断される為でもある。ただし、フロントエアバッグは後方からの衝撃（追突等）、サイド＆カーテンエアバッグは側面以外からの衝撃では（基本的には）作動しないため、エアバッグの作動しない全損事故も存在する。
- サイドエアバッグ装着車にシートカバーを取り付ける際は、専用の「サイドエアバッグ対応シートカバー」を購入しなくてはならない。また、2012年4月現在、サイドエアバッグ対応シートカバーの公的審査基準は存在していないため、自動車メーカーが専用に指定しているシートカバー以外（取り付けても車検非対応とはならないが、サイドエアバッグが展開する事を保証しているカバーであっても、自動車メーカーが想定したシーケンスを妨げないかどうかは判断しづらい）の装着に当たっては留意が必要である
- 整備作業実施時には不時作動に対する注意喚起がもとめられる。
  - 衝撃や静電気に対する留意が必要である。また、電気式の場合、汎用のテスター（マルチメーター、アナライザー等含む）が、抵抗値測定モードもしくは導通確認モードになっていると、回路に不時作動に足る電力が供給される虞が有るため不用意に測定してはならない。なお、この回路はエアバッグ本体周辺のみに存在しているだけでは無い（例：ECU←→エアバッグ間）。[注釈 6]関連整備作業時はメーカーの指定する点検方法を熟知の上、厳守する事。
  - 単体で不時作動した場合に本体が飛翔して周囲に被害を与える虞が有るので、単体状態での保管は定められた方法に則る事。一例としてエアバッグの展開面を地表面に向けて置かない等。

## 関連する法令
エアバッグは火薬を使用する火工品であるが、「火薬類取締法施行規則第1条の4第7号の規定に基づき、火薬類取締法の適用を受けない火工品を指定した件」（平成17年経済産業省告示第346号）によって火薬類取締法施行規則（昭和25年通商産業省令第88号）第1条の4第7号の規定に基づく、火薬類取締法（昭和25年法律第149号）の適用を受けない火工品に指定されている。使用済自動車の再資源化等に関する法律施行令（平成14年政令第389号）第3条において、使用済自動車の再資源化等に関する法律（自動車リサイクル法、平成14年法律第87号）第2条第6項に掲げる「指定回収物品」として定めている。

## 歩行者保護用エアバッグ
乗員保護用のエアバッグ以外に、歩行者保護用のエアバッグの開発も行われている。日野自動車は同社が発売する小型トラックデュトロのフロントバンバー下にエアバッグを展開し、歩行者の巻き込み事故を防ぐ装置を2004年に発表した。
乗用車では2012年にボルボ・V40のオプションとして搭載された。衝突と同時にボンネット上部の隙間からU字型のエアバッグを展開し、歩行者の頭部がフロントガラスに衝突することを防ぐ。

## 自動車以外のエアバッグ

### オートバイ
オートバイ用のエアバッグも開発されている。最初に市販化されたのは、無限電光が製造するヒットエアーである。ヒットエアーは車両本体に装着される自動車のエアバッグと異なり、乗員の着用するジャケットに装着される。これは多くのオートバイの事故の場合、乗員は車両から放り出されることに着目した製品である。仕組みはジャケットから伸びたケーブルを車体に事前に接続しておき、乗員が車両から放り出された時にケーブルの伸展をトリガーとしてジャケットに内蔵されたエアバッグが作動するというものである。同様の製品は無限電光以外のメーカーからも比較的廉価で発売されているほか、乗馬用のエアバッグとしても発売されている。
一方でケーブルを用いた方式ではケーブルが伸び切らないケースにおいて効果を発揮しないため、衝突や転倒を感知するセンサーを用いることでより多くの事故への対応を可能にしたワイヤレスエアバッグもalpinestarsやDaineseから発売されている。ただしこれらの製品は充電式電池が放電していると作動しないため、バッテリーの充電状況をモニターする点滅ライト等がついている。なお2020年現在、MotoGPの全クラスや日本国内正規レースの一部においてはこれらの装着が義務付けられている。
車両本体側に装着するエアバッグは、2005年に本田技研工業が試作モデルを発表し、2007年に世界初の二輪車用エアバッグを搭載したホンダ・ゴールドウイングを発売した。

### 自転車
自転車用のエアバッグは、スウェーデンのAnna HauptとTerese Alstinが卒論プロジェクトでデザインした、HOVDING(ホーブディング)が販売されている。このHovdingは襟巻のように首に巻くことで装着される。追突などの衝撃で自転車の運転者が飛ばされ、自動車や路面などに頭部を打ちつけて負傷・死亡することがあるが、こうした状況においてもスカーフに内蔵されたエアバッグが作動して頭部を覆うことで、衝撃を緩和し重症・死亡から守ることができる。

### 惑星探査機

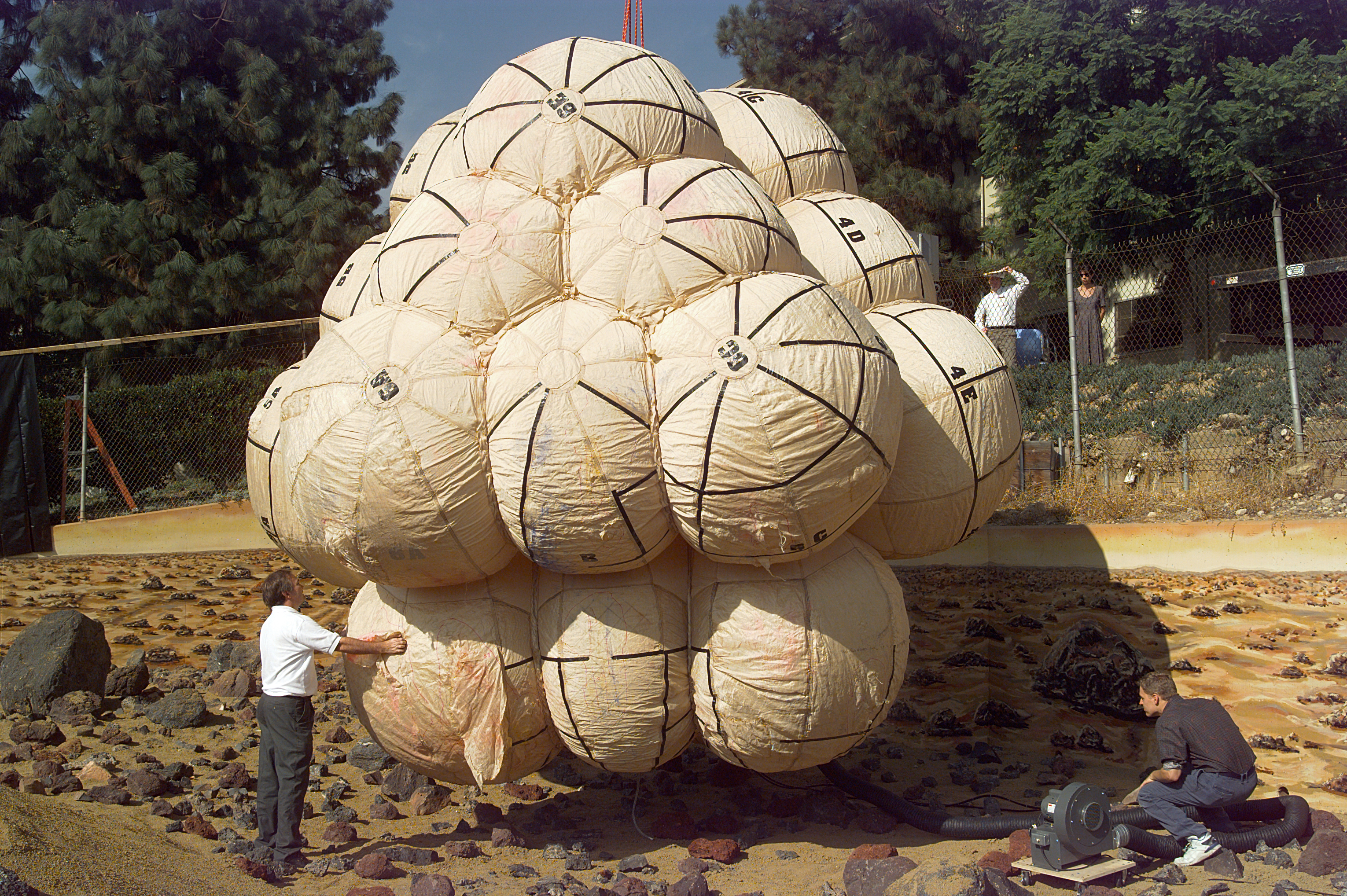
マーズ・パスファインダーのエアバッグをテストする技術者

1997年、火星探査機『マーズ・パスファインダー』はエアバッグで火星に着陸した。着陸直前に24個のエアバッグが開き、探査機全体を包み込む構造だった。

### 雪崩対策
雪崩対策としてエアバッグが有効である。雪崩で最も恐ろしいのは雪中に埋まってしまうことなので、エアバッグの浮力によりそれを防ぐことができる。
ザック型の背負い装備、またはザックに装着する装備として販売されている。作動は手動である。

## 類似品・代用品
モータースポーツでは乗員の保護のためにエアバッグではなく、HANSと呼ばれる補助拘束装置が使われる。ヘルメットと首のサポーターを紐状の物を接続し、頭部の前方方向の動きを規制し首を保護する。